# Rifstangi
Le Rifstangi est une petite péninsule du Nord-Est de l'Islande située à l'extrémité de la Melrakkaslétta. Elle constitue l'extrémité septentrionale de l'île principale de ce pays mais pas de la totalité du territoire national, Kolbeinsey étant la terre islandaise la plus au nord.